# Diócesis de Madison
La diócesis de Madison (en latín: Dioecesis Madisonensis y en inglés: Roman Catholic Diocese of Madison) es una circunscripción eclesiástica de la Iglesia católica en Estados Unidos. Se trata de una diócesis latina, sufragánea de la arquidiócesis de Milwaukee. Desde el 25 de abril de 2019 su obispo es Donald Joseph Hying.

## Territorio y organización
La diócesis tiene 20 893 km² y extiende su jurisdicción sobre los fieles católicos de rito latino residentes en 11 condados del estado de Wisconsin: Columbia, Dane, Grant, Green, Green Lake, Iowa, Jefferson, Lafayette, Marquette, Rock y Sauk.
La sede de la diócesis se encuentra en la ciudad de Madison, en donde se halla la Catedral de San Rafael.
En 2021 en la diócesis existían 102 parroquias.

## Historia
La diócesis fue erigida el 22 de diciembre de 1945 con la bula Ad animarum bonum del papa Pío XII, obteniendo el territorio de las diócesis de Green Bay y La Crosse y de la arquidiócesis de Milwaukee.
El 14 de mayo de 2005, la catedral de San Rafael fue gravemente dañada por un incendio provocado. En 2007 se decidió construir una nueva catedral en el solar de la antigua, conservando algunos elementos característicos y aumentando la capacidad de la iglesia.

## Estadísticas
Según el Anuario Pontificio 2022 la diócesis tenía a fines de 2021 un total de 291 680 fieles bautizados.
| Año                                                                             | Población            | Población | Población      | Sacerdotes | Sacerdotes    | Sacerdotes    | Bautizados por sacerdote | Diáconos permanentes | Religiosos | Religiosos | Parroquias |
| Año                                                                             | Bautizados católicos | Total     | % de católicos | Total      | Clero secular | Clero regular | Bautizados por sacerdote | Diáconos permanentes | Varones    | Mujeres    | Parroquias |
| ------------------------------------------------------------------------------- | -------------------- | --------- | -------------- | ---------- | ------------- | ------------- | ------------------------ | -------------------- | ---------- | ---------- | ---------- |
| 1950                                                                            | 90 517               | 474 630   | 19.1           | 173        | 140           | 33            | 523                      |                      | 33         | 764        | 131        |
| 1966                                                                            | 172 864              | 687 158   | 25.2           | 272        | 216           | 56            | 635                      |                      | 101        | 1215       | 137        |
| 1970                                                                            | 192 754              | 771 016   | 25.0           | 249        | 199           | 50            | 774                      |                      | 69         | 914        | 139        |
| 1976                                                                            | 205 298              | 821 192   | 25.0           | 236        | 190           | 46            | 869                      |                      | 59         | 743        | 138        |
| 1980                                                                            | 215 255              | 861 020   | 25.0           | 245        | 198           | 47            | 878                      |                      | 73         | 727        | 138        |
| 1990                                                                            | 240 965              | 963 860   | 25.0           | 215        | 186           | 29            | 1120                     |                      | 43         | 472        | 137        |
| 1999                                                                            | 260 817              | 885 562   | 29.5           | 170        | 151           | 19            | 1534                     | 1                    | 8          | 396        | 137        |
| 2000                                                                            | 262 298              | 894 307   | 29.3           | 160        | 145           | 15            | 1639                     | 4                    | 23         | 331        | 137        |
| 2001                                                                            | 264 536              | 903 212   | 29.3           | 164        | 151           | 13            | 1613                     | 5                    | 20         | 321        | 137        |
| 2002                                                                            | 266 396              | 917 645   | 29.0           | 159        | 146           | 13            | 1675                     | 4                    | 21         | 330        | 137        |
| 2003                                                                            | 268 123              | 983 308   | 27.3           | 164        | 150           | 14            | 1634                     | 2                    | 17         | 315        | 135        |
| 2004                                                                            | 269 556              | 947 699   | 28.4           | 164        | 151           | 13            | 1643                     | 2                    | 19         | 298        | 130        |
| 2013                                                                            | 282 444              | 1 017 792 | 27.8           | 150        | 131           | 19            | 1882                     | 17                   | 29         | 339        | 117        |
| 2016                                                                            | 284 625              | 1 037 522 | 27.4           | 142        | 130           | 12            | 2004                     | 17                   | 20         | 312        | 104        |
| 2019                                                                            | 288 000              | 1 060 208 | 27.2           | 144        | 133           | 11            | 2000                     | 22                   | 15         | 364        | 102        |
| 2021                                                                            | 291 680              | 1 073 723 | 27.2           | 146        | 135           | 11            | 1997                     | 25                   | 17         | 233        | 102        |
| Fuente: Catholic-Hierarchy, que a su vez toma los datos del Anuario Pontificio. |                      |           |                |            |               |               |                          |                      |            |            |            |

## Episcopologio
- William Patrick O'Connor † (22 de febrero de 1946-18 de febrero de 1967 renunció[nota 1])
- Cletus Francis O'Donnell † (18 de febrero de 1967-18 de abril de 1992 retirado)
- William Henry Bullock † (13 de abril de 1993-23 de mayo de 2003 retirado)
- Robert Charles Morlino † (23 de mayo de 2003-24 de noviembre de 2018 falleció)
- Donald Joseph Hying, desde el 25 de abril de 2019